# Kiến trúc Hy Lạp cổ đại
| Lịch sử kiến trúc phương Tây |
| Kiến trúc thời kì đồ đá      |
| Kiến trúc Ai Cập cổ đại      |
| Kiến trúc Lưỡng Hà           |
| Kiến trúc cổ điển            |
| Kiến trúc Hy Lạp cổ đại      |
| Kiến trúc La Mã cổ đại       |
| Kiến trúc thời Trung Cổ      |
| Kiến trúc Byzantine          |
| Kiến trúc Romanesque         |
| Kiến trúc Gothic             |
| Kiến trúc Phục Hưng          |
| Kiến trúc Baroque            |
| Kiến trúc Rococo             |
| Kiến trúc Tân cổ điển        |
| Kiến trúc hiện đại           |
| Kiến trúc hậu hiện đại       |
|                              |
| Các mục từ                   |

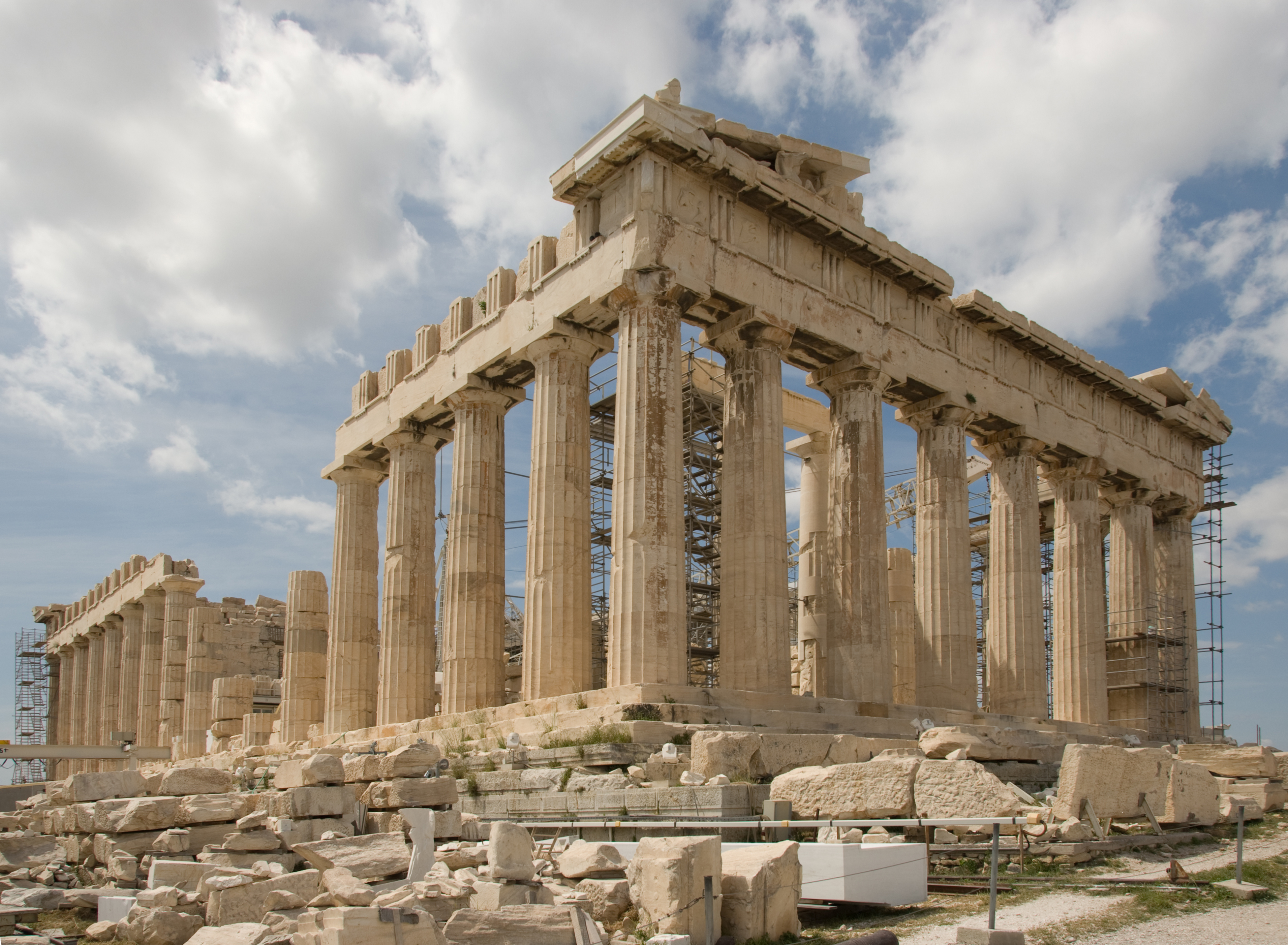
Đền Parthenon trong khi được trùng tu năm 2008

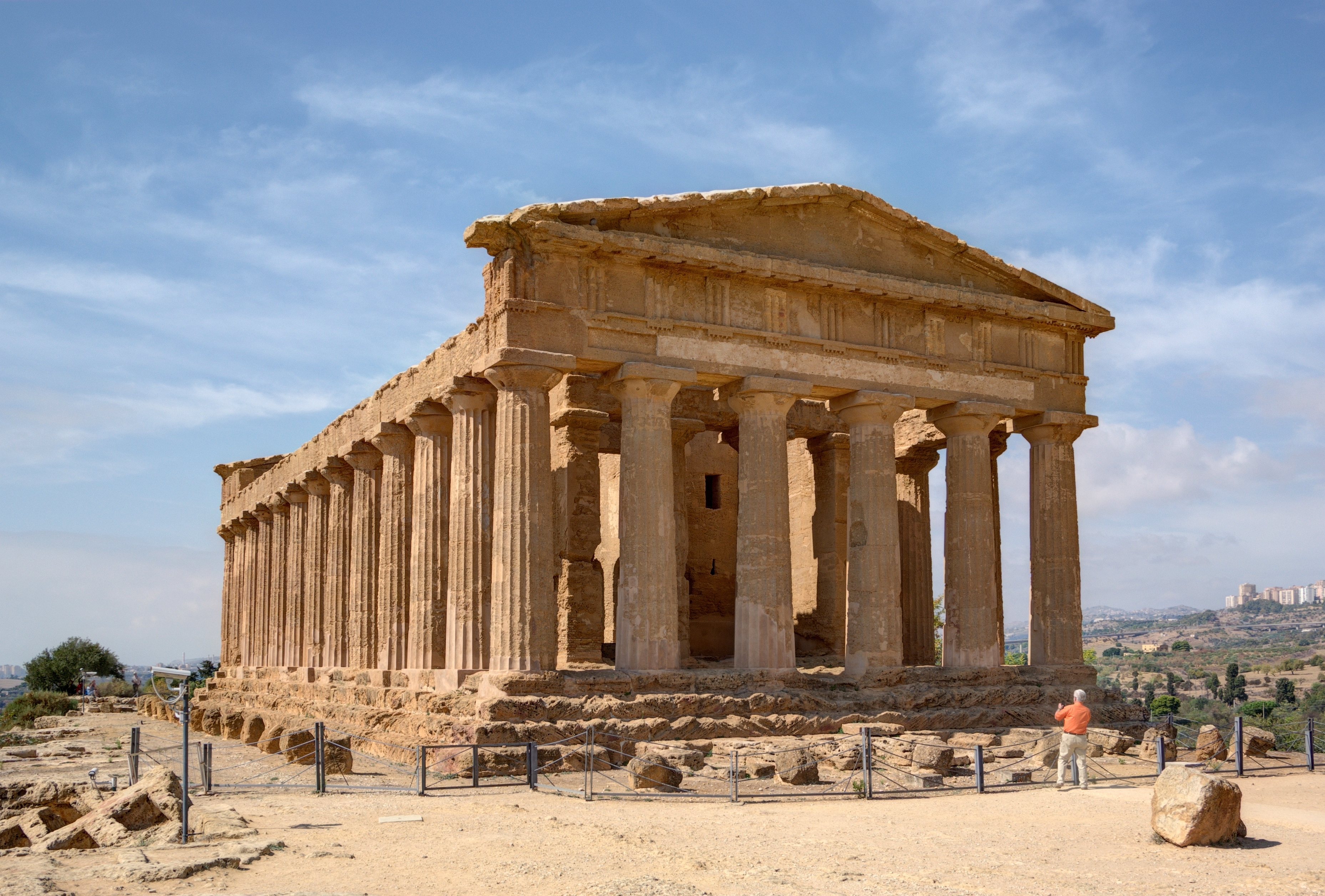
Đền thờ Concordia ở Thung lũng Đền thờ tại Agrigento

Kiến trúc Hy Lạp cổ đại ra đời và hình thành trên một vùng đất đai rộng lớn, bao gồm miền Nam bán đảo Balkans, các đảo nhỏ ở vùng biển Aegaeum (Αιγαίον, Aigaion), khu vực Tiểu Á, vùng ven Hắc Hải, Ý, Sicilia, Pháp, Tây Ban Nha và Ai Cập.

## Các quần thể kiến trúc thánh địa và kiến trúc dân dụng Hy Lạp cổ đại
Ở nơi đây, người ta thường tổ chức các lễ hội, tiến hành thi đấu thể dục thể thao, bình luận văn chương, diễn thuyết, ngâm thơ và biểu diễn kịch, ngoài ra còn có thể trao đổi, mua bán. Do đó, về sau người ta đã xây thêm xung quanh các quần thể này những sân bãi thi đấu, quán trọ, hội trường, các hành lang cột và các loại đền đài.
Hai quần thể kiến trúc công cộng phổ biến trong đô thị cổ đại lúc bấy giờ là agora (quảng trường công cộng, mang tính dân dụng) và acropol (là những quần thể kiến trúc với nhiều đền đài, được xây dựng trên những khu đồi cao). Diện tích các agora khoảng 5% diện tích đất thành phố. Những agora tiền kỳ có hình dạng bất quy tắc nhưng từ cuối thế kỷ 4 TCN trở đi, nó có dạng hình học nhất định và được bao vây bởi các hàng cột thức hai tầng. Ở giữa agora có đặt bàn thờ và tượng thần. Các agora quan trọng có thể kể ra là agora ở Miletos (Μίλητος), Megalopolis (Μεγαλοπολη), ở Asoss và Knid.
Vào thời kỳ cổ điển thịnh kỳ, các acropol được xây dựng thêm các nhà hát ngoài trời có thềm dốc bậc ở các khu vực chân núi. Các acropol nổi tiếng nhất là acropol ở Athena (Acropolis), ở Bergama (hay Πέργαμος, Pergamos) và ở Paestum.

## Quá trình phát triển đền đài Hy Lạp cổ đại
Đền thờ Hy Lạp cổ đại có đặc điểm là nhiều cột chạy vòng phía bên ngoài. Các loại hình đền đài được phân theo mức độ phức tạp của cách thiết kế những cột đó như sau:
- Loại đền cổ nhất có dạng hình chữ nhật, lối vào chính ở cạnh ngắn và có hai cột ở chính cạnh ngắn này, gọi là dạng cột đôi ở hiên (Distyle); ví dụ như ngôi đền thờ thần Themis ở Rhamnus.
- Loại đền cổ thứ hai có dạng như trên, nhưng có thêm hai cột ở cạnh ngắn phía sau nữa, gọi là dạng cột đôi ở hiên cả hai đầu; ví dụ đền thờ Artemis ở Eleusina (Ελεύσινα).
- Loại đền giống loại đền thứ nhất, nhưng thay vì hai cột mà là bốn cột ở phía trước, gọi là dạng hàng cột mặt trước hay hàng cột hiên (Prostyle); ví dụ ngôi đền ở Selinus (Σελινοΰς).
- Loại đền giống loại đền thứ hai, nhưng có bốn cột ở cạnh ngắn phía trước và bốn cột ở cạnh ngắn phía sau, gọi là loại hàng cột cả hai đầu (Amphi-Prostyle) (tiền tố "amphi" có nghĩa là "cả hai phía").
- Loại đền hình tròn, vành ngoài có hàng cột vòng quanh gọi là nhà tròn có hàng cột bao quanh (Tholos); ví dụ Tholos ở Epidaurus (Ἐπίδαυρος).
- Loại đền hình chữ nhật có tường chịu lực là chính, nhưng mặt ngoài tường ghép thêm các cột, gọi là loại đền có các hàng cột giả bao quanh hay bổ trụ bao quanh (Pseudo-Peripteral); ví dụ đền thờ thần Zeus ở Olympia (Ολυμπία).
- Loại đền hình chữ nhật có một hàng cột chạy ở vành ngoài chu vi công trình, gọi là loại đền có các hàng cột bao quanh (Peripteral); ví dụ đền Hephaestos (hay Theseio - Θησείο) và đền Parthenon (Παρθενώνας) ở Athena (Αθήνα, Athína), đền Paestum...
- Loại đền hình chữ nhật, có hai hàng cột chạy bao xung quanh công trình, có tên gọi là đền Dipteral; ví dụ đền Olympeion ở Athena, đền thờ Apollo ở Miletos (Μίλητος)...

Mặt bằng đền thờ dạng Distyle
Mặt bằng đền thờ dạng Distyle cột ở hai phía
Mặt bằng đền thờ dạng Prostyle
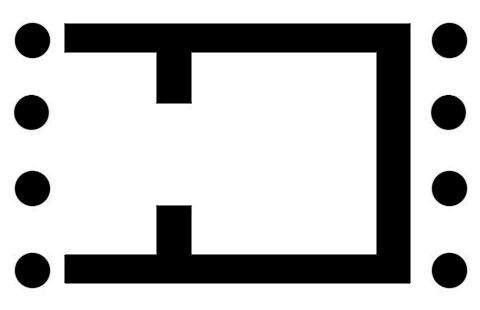
Mặt bằng đền thờ dạng Amphi-prostyle
Mặt bằng đền thờ dạng Peripteral

Mặt bằng đền thờ Hy Lạp cổ đại được tạo thành bởi ba thành phần chính: pronaos (tiền sảnh), naos (gian thờ) và pathenon (phòng để châu báu). Ngoài ra, trong một số đền còn có thêm opisthodomos (hậu sảnh).
Vẻ đẹp của đền đài Hy Lạp cổ đại gắn liền với sự ra đời và phát triển của các loại thức cột.

## Sự hình thành và phát triển của các loại thức cột

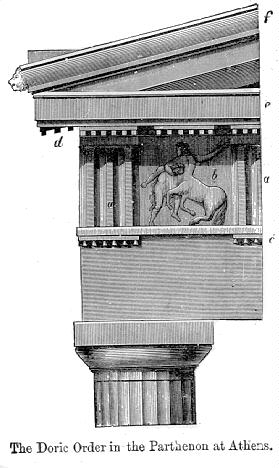

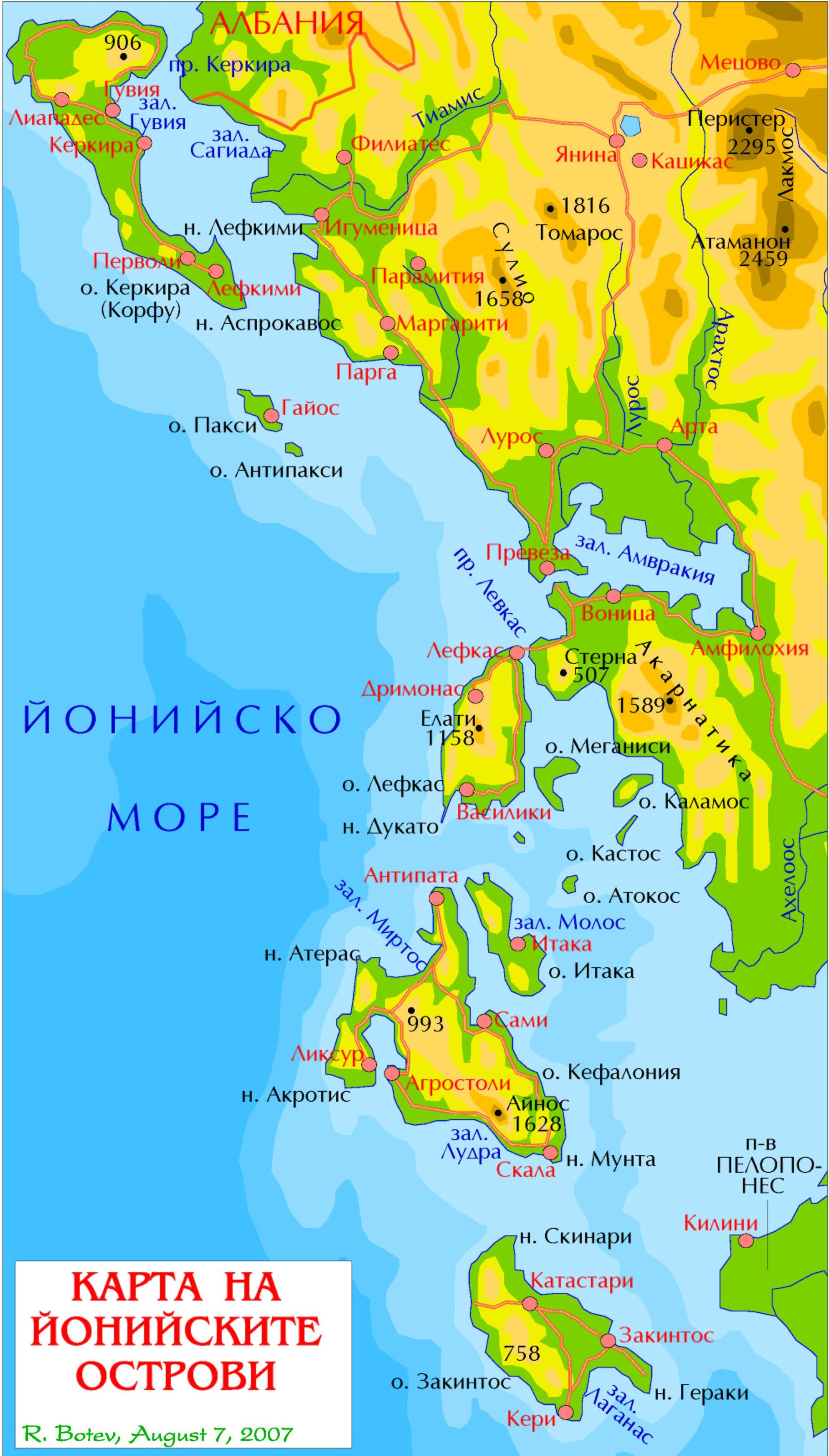

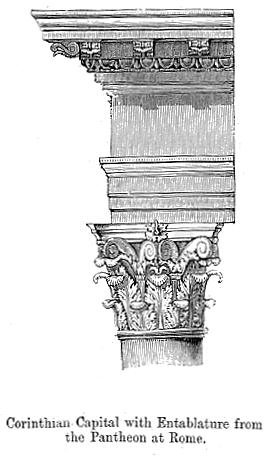

Thức cột là hệ thống tỷ lệ và hình thức trang trí cột, là cách người Hy Lạp cổ đại tìm kiếm đến cái đẹp lý tưởng. Có ba loại thức cột cơ bản trong kiến trúc Hy Lạp: cột Doric, cột Ionic và cột Corinth. Những thức cột Hy Lạp đã mang đến cho kiến trúc một hình thức, một sức sống, chịu đựng được thử thách của thời gian, biểu trưng cho vẻ đẹp trong sáng, khỏe mạnh và tinh tế của kiến trúc cổ điển. Thức cột Hy Lạp được xem như biểu tượng của kiến trúc cổ điển.
- Thức cột Doric:

Thức cột Doric, có hậu thân là thức cột Toscan, là thức cột cổ nhất và đơn giản nhất trong hệ thống các thức cột cổ điển. Thức này được hình thành từ một trụ thẳng đứng phình to ở đáy. Nói chung, thức cột này không có phần đế cột (base) lẫn không có phần đầu cột (capital). Vẻ đẹp thức cột này thường được so sánh với vẻ đẹp khỏe mạnh của người đàn ông cường tráng, do nó được sử dụng ở tầng dưới cùng của đấu trường Coliseum và có khả năng chịu lực cao nhất. Tỷ lệ đường kính cột trên chiều cao cột khoảng 1:4.
- Thức cột Ionic:

Thức cột Ionic mang dáng dấp nữ tính, mảnh dẻ và giàu tính trang trí hơn cột Doric. Nguồn gốc cột Ionic là Ionia, thuộc địa của Hy Lạp. Cột Ionic có 24 gờ sống đứng trong khi cột Doric chỉ có 20 gờ, tỷ lệ đường kính cột trên chiều cao cột là 1:9. Ngoài ra, cột này có thêm đế cột (base) ở phía dưới và đầu cột có hình đệm nhỏ, phía trên có hình xoắn ốc loe ra rồi cuộn vào trong (volute). Các dầm ngang của cột Ionic được phân vị theo chiều ngang thành ba dải. Các ngôi đền có cột này là đền Artemis ở Ephesus (Έφεσος), đền thờ Apollo Epikourios ở Bassae (Βασσές, Bassaes), đền Erecteyon ở Athena.
- Thức cột Corinth:

Thức cột Corinth ra đời sau hai cột trên, vào khoảng thế kỷ thứ 5 trước Công nguyên, có đường nét mảnh mai, giàu sự trang trí, đầu cột có nhiều chi tiết cực kì hoa lệ, giống như một lẵng hoa kết hợp cùng với mấy tầng là phiên thảo diệp (acanthe). Thức cột này do kiến trúc sư Callimachus sáng tạo ra. Cột này có ưu điểm hơn hai cột trên là đối xứng nhiều chiều và có thể cảm nhận được trong không gian. Có thể thấy công trình sử dụng loại cột này tại đền Olympeion ở Athena và đền Apollo ở Bassae.
Các loại cột trên sau này được người La Mã cổ đại kế thừa và phát triển, đồng thời sáng tạo thêm hai loại thức cột mới là Toscan và Composite.

## Các công trình tiêu biểu cho kiến trúc thời kỳ này
- Acropolis (Ακρόπολη) ở Athena
- Propylaia (Προπυλαια) - Sơn môn
- Đền Athena Nike (Đền thờ thần Athena Chiến thắng)
- Đền Parthenon
- Đền Erecteyon

## Những loại hình kiến trúc khác trong thế giới Hy Lạp cổ đại
- Hội trường và kịch trường ở Megalopolis (Μεγαλοπολη, Megalopoli) và ở Epidaurus.
- Điện thờ ở Bergama (hay Πέργαμος, Pergamos).
- Lăng mộ ở Halicarnassus (Ἁλικαρνασσός).
- Agora ở Assos và ở Miletos (Μίλητος).
- Các phố và nhà ở Olynthus (Ολυνθος).